# Доспинешти (Бакау)
Доспинешти (рум. Dospinești) насеље је у Румунији у округу Бакау у општини Бухочи. Oпштина се налази на надморској висини од 152 m.

## Становништво
Према подацима из 2002. године у насељу је живело 179 становника, од којих су сви румунске националности.